# Куанде
10°19′54″ пн. ш. 1°41′29″ сх. д. / 10.331666666667° пн. ш. 1.6913888888889° сх. д.
Куанде [kwɑ̃.de] — місто, округ і комуна, розташовані в департаменті Атакора Беніну. Комуна займає площу 4500 квадратних кілометрів, а станом на 2013 рік її населення становило 112 014 осіб. У 2008 році населення головного міста становило приблизно 7 127 осіб.
Куанде, як і багато інших районів Беніну, є домівкою для установчої монархії. Монархія, колись частина федерації Боргу, існує щонайменше з 18 століття. Місто також населене народом Баріба.